# Голосування в Раді ЄС
Кваліфікована більшість (англ. Qualified Majority Voting, QMV) — кількість голосів, необхідних для ухвалення рішень в Раді ЄС за процедурою більшості (на відміну від одностайного способу). Рада складається з 27 міністрів – по одному від кожної держави ЄС. Але голоси держав-членів мають різні вагові коефіцієнти відповідно до кількості населення цих країн з певною поправкою, яка дає змогу маленьким державам мати гарантоване мінімальне представництво.
В Європейському Союзі з 15 країн ця система гарантувала леґітимність ухвалених рішень. “Великі” країни не могли об’єднатися, залишивши “маленькі” у меншості, і навпаки. Велика Британія, Італія, Німеччина та Франція мали по 10 “голосів” кожна, Іспанія – 8; Бельгія, Греція, Нідерланди та Португалія – по 5; Австрія та Швеція – по 4; Данія, Ірландія і Фінляндія – по 3; Люксембурґ – 2. Порогова кількість голосів, необхідна для ухвалення рішень (кваліфікована більшість) дорівнювала 62 з 87 (71%).
З огляду на розширення, Ніццький договір переглянув вагові коефіцієнти голосів, зросла відносна вага голосів найбільших за кількістю населення країн, щоб забезпечити леґітимність ухвалюваних рішень з позицій демографічного представництва. П’ять найбільших країн тепер набирають в сумі 60% голосів (а не 55%, як раніше). Змінилось і саме визначення кваліфікованої більшості. Ухвалення рішення за процедурою кваліфікованої більшості тепер обумовлюється двома вимогами (подвійна більшість):
- рішення повинно набрати щонайменше порогову кількість голосів – 232 (з 321, див. таблицю),
- здобути підтримку більшості держав-членів (в окремих випадках – дві третини).

Крім того, будь-яка держава в Раді може вимагати перевірки, з метою пересвідчитися, що ухвалене рішення отримало підтримку (через національних представників) щонайменше, 62% населення ЄС. Нова система набрала чинності 1 листопада 2004 року.
З розвитком інтеграції та поглибленням інституційних реформ, процедура ухвалювання рішень кваліфікованою більшістю дедалі більше витісняє одностайне голосування, яке стримує ефективне впровадження політики Спільноти (завдяки праву будь-якої країни-члена накласти на рішення вето). Ніццький договір поширив процедуру голосування кваліфікованою більшістю ще на 27 положень, які раніше передбачали одностайне рішення. Втім, одностайність лишається головним інструментом в галузі спільної зовнішньої та безпекової політики, фіскальної політики, регіональної політики тощо.
Держава ЄС

Вагомість голосу в Раді міністрів ЄС

Італія

29
Німеччина

29
Франція

29
Іспанія

27
Польща

27
Нідерланди

13
Бельгія

12
Греція

12
Чехія

12
Португалія

12
Угорщина

12
Австрія

10
Швеція

10
Данія

7
Ірландія

7
Литва

7
Словаччина

7
Фінляндія

7
Естонія

4
Кіпр

4
Латвія

4
Люксембурґ

4
Словенія

4
Мальта

3
Загалом ЄС

321